# Post-punk revival
Post-punk revival (numit și new wave revival, garage rock revival, sau new rock revolution) a fost o etapă de dezvoltare a rockului alternativ la sfârșitul secolului al XX-lea și începutul secolului al XXI-lea, în care formațiile se inspirau din sunetul și estetica originală a muzicii garage rock din anii 1960 și din post-punkul și new wave-ul anilor 1980. Printre formațiile acestui gen care au ajuns din scene locale până la mainstream la începutul anilor 2000 sunt The Strokes, Interpol, The White Stripes, The Hives și The Vines.

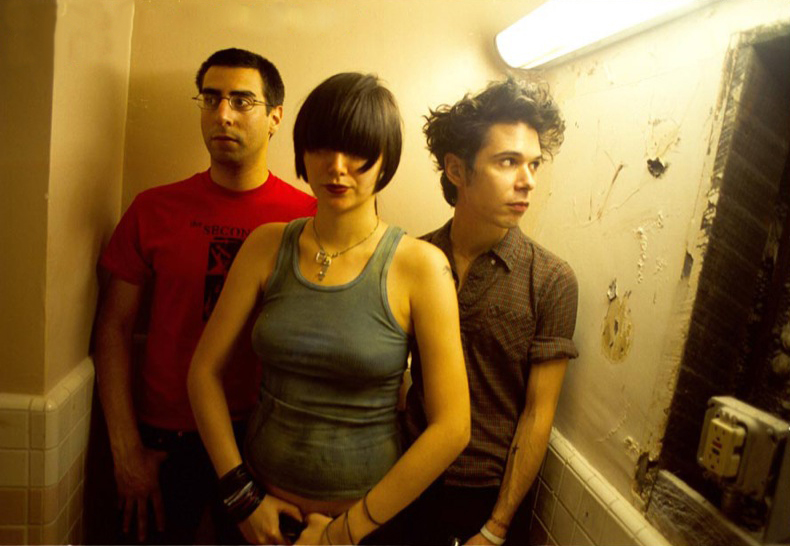
Yeah Yeah Yeahs în 2002

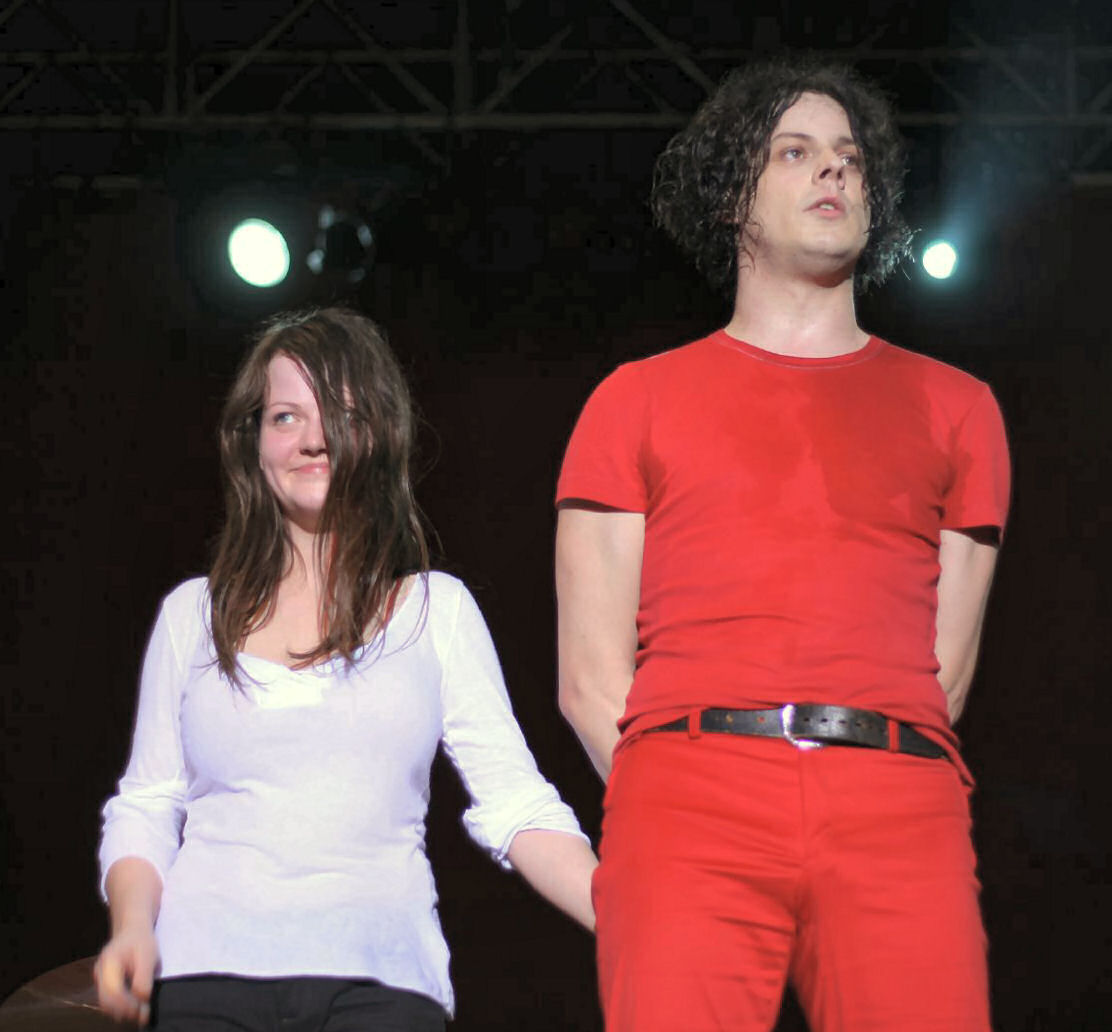
The White Stripes în Barcelona în 2007

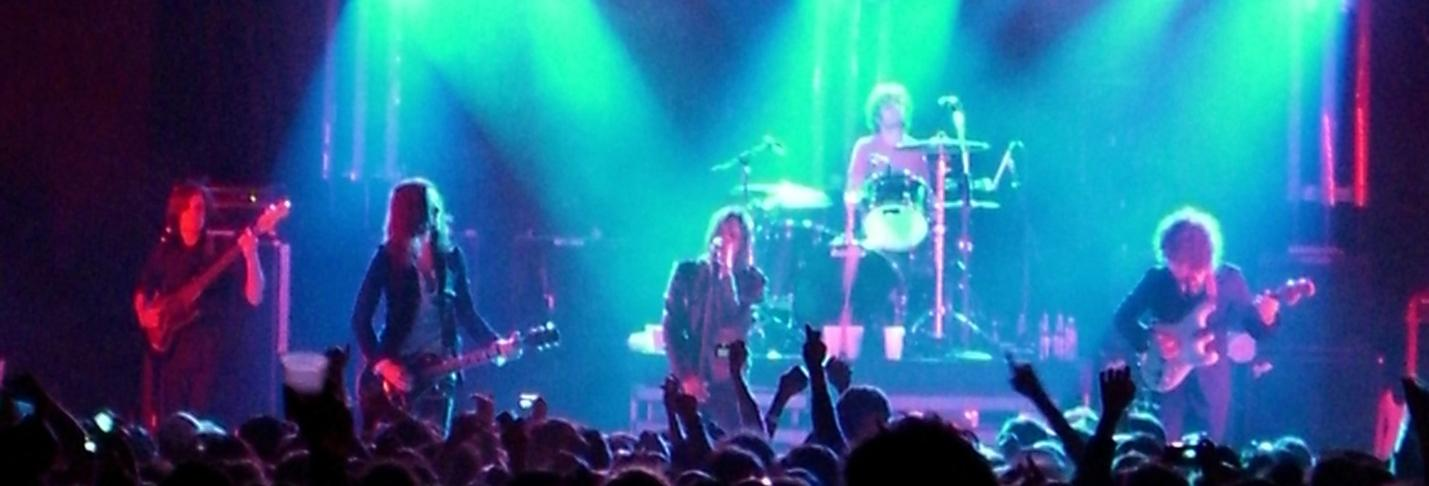
The Strokes în 2005

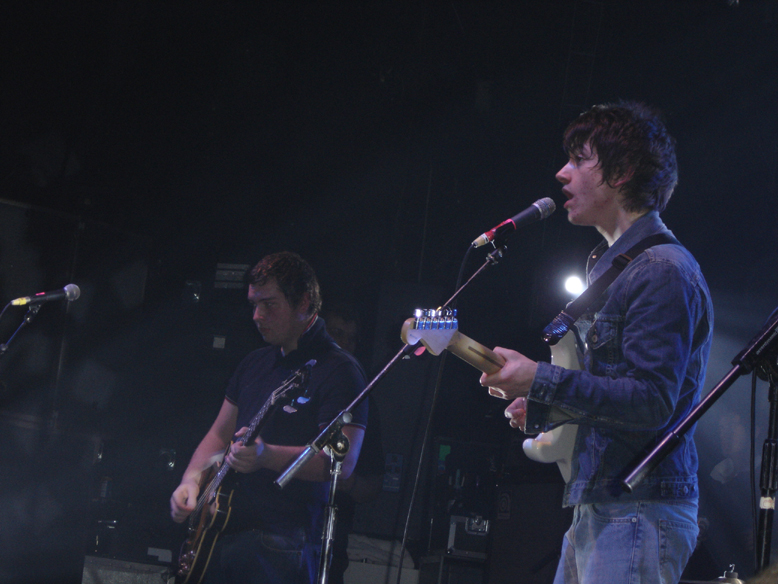
Arctic Monkeys în 2006